# Руданий
| Период  | Серия         | Етаж      | млн. год.   |
| ------- | ------------- | --------- | ----------- |
| Девон   | Долен девон   | Локовий   | младши      |
| Силур   | Придолий      |           | 423–419,2   |
| Силур   | Лудлоу        | Лудфордий | 425,6–423   |
| Силур   | Лудлоу        | Горстий   | 427,4–425,6 |
| Силур   | Уенлок        | Хомерий   | 430,5–427,4 |
| Силур   | Уенлок        | Шайнуудий | 433,4–430,5 |
| Силур   | Ландъврий     | Телихий   | 438,5–433,4 |
| Силур   | Ландъврий     | Аероний   | 440,8–438,5 |
| Силур   | Ландъврий     | Руданий   | 443,4–440,8 |
| Ордовик | Горен ордовик | Хирнантий | старши      |

Руданий е най-долният етаж на серията ландъвий и по този начин базата на периода силур. Руданий следва хирнантий от периода ордовик и е последван от аероний. Започва преди около 443,4 и продължава допреди около 440,8 милиона години.
Етажът е именуван на селцето Рудан, на юг от Ландъври (Уелс) име. Името е предложено през 1971 г. от групата британски геолози на LRM Кокс.
Долната граница на руданий (и по този начин долната граница на силур) се определя от първата поява на граптолитите Parakidograptus acuminatus и Akidograptus ascensus. Края на руданий се определя от първата поява на друг граптолит Monograptus austerus sequens. Официалният GSSP за руданий е Добслин, Мофат в Шотландия.